# Juno Reginas tempel, Campus Martius
Juno Reginas tempel (latin: Aedes Iuno Regina) var ett tempel i närheten av Circus Flaminius på södra Marsfältet i antikens Rom. År 187 f.Kr. avgav konsuln Marcus Aemilius Lepidus ett löfte att bygga templet efter segern mot ligurerna och det invigdes den 23 december 179 f.Kr.
År 145 f.Kr. uppfördes Jupiter Stators tempel bredvid Juno Reginas tempel.

## Bilder
| - Octavias portik med Juno Reginas tempel och Jupiter Stators tempel (i bildens mitt), bakom Marcellusteatern. |